# Auferstanden aus Ruinen
Auferstanden aus Ruinen (Nederlands: Herrezen uit ruïnes) was het volkslied van de Duitse Democratische Republiek. Het werd gecomponeerd door Hanns Eisler, de tekst werd geschreven door de dichter Johannes R. Becher, die later minister van onderwijs werd. Verrassend genoeg werd niet aan de veel invloedrijkere dichter Bertolt Brecht gevraagd of hij de tekst wilde schrijven.
In de tekst spreekt men vijf keer over Duitsland, en wordt een verenigd vaderland genoemd. Na de bouw van de Berlijnse Muur op 13 augustus 1961 werd niet alleen het woord Duitsland uit de Oost-Duitse grondwet verwijderd (met het in kracht treden van de grondwetswijziging van 7 oktober 1974), maar werd ook de tekst van het volkslied bij officiële gelegenheden niet meer gezongen omdat de regering van de DDR de Duitse hereniging niet meer nastreefde, en de tekst hierbij dus niet meer in het beeld paste dat de DDR van zichzelf wenste te scheppen.
Overigens mocht na Die Wende eind 1989 het volkslied weer gezongen worden. In januari 1990 werd het verbod op de tekst opgeheven.
Met het einde van de DDR bij de Duitse hereniging in 1990 kwam ook een einde aan het gebruik van Auferstanden aus Ruinen als volkslied. Het volkslied van de Bondsrepubliek was en bleef Das Lied der Deutschen, ondanks verzoeken van de Oost-Duitsers om Auferstanden aus Ruinen als Duits volkslied te gebruiken. Die werden door de West-Duitsers afgewezen.

## Duitse Tekst
Auferstanden aus Ruinen und der Zukunft zugewandt,

laß uns Dir zum Guten dienen, Deutschland, einig Vaterland.

Alte Not gilt es zu zwingen, und wir zwingen sie vereint,

denn es muß uns doch gelingen, daß die Sonne schön wie nie

über Deutschland scheint. (bis)
Glück und Friede sei beschieden Deutschland, unserm Vaterland.

Alle Welt sehnt sich nach Frieden, reicht den Völkern eure Hand.

Wenn wir brüderlich uns einen, schlagen wir des Volkes Feind!

Laßt das Licht des Friedens scheinen, daß nie eine Mutter mehr

ihren Sohn beweint. (bis)
Laßt uns pflügen, laßt uns bauen, lernt und schafft wie nie zuvor,

und der eignen Kraft vertrauend, steigt ein frei Geschlecht empor.

Deutsche Jugend, bestes Streben unsres Volks in dir vereint,

wirst du Deutschlands neues Leben. Und die Sonne schön wie nie

über Deutschland scheint. (bis)

## Nederlandse vertaling
Herrezen uit ruïnes en gekeerd naar de toekomst,

Laat ons Jou ten goede dienen, Duitsland, verenigd vaderland.

Oude nood moeten wij bedwingen, en we bedwingen haar gezamenlijk,

Want het moet ons toch lukken, dat de zon mooi als nooit tevoor,

Over Duitsland schijnt. (bis)
Moge geluk en vrede gegund zijn aan Duitsland, ons vaderland.

De hele wereld smacht naar vrede, reikt de volkeren uw hand.

Als we broederlijk verenigen, zullen we de vijand van het volk verslaan.

Laat het licht van de vrede schijnen, zodat een moeder nooit meer

Haar zoon beweent. (bis)
Laten we ploegen, laten we bouwen, leer en werk als nooit tevoren,

En vertrouwend op onze eigen kracht, zal een vrije generatie opstaan.

Duitse jeugd, het beste streven van ons volk in jou verenigd,

Word jij Duitslands nieuwe leven. Zodat de zon, mooier dan ooit tevoren,

Over Duitsland schijnt. (bis)